# Клепече Село
45°29′ пн. ш. 14°57′ сх. д. / 45.49° пн. ш. 14.95° сх. д.
Клепече Село (хорв. Klepeće Selo) — населений пункт у Хорватії, у Приморсько-Горанській жупанії у складі громади Брод-Моравиці.

## Населення
Населення за даними перепису 2011 року становило 4 осіб.
Динаміка чисельності населення поселення:

## Клімат
Середня річна температура становить 8,82 °C, середня максимальна – 22,00 °C, а середня мінімальна – -5,85 °C. Середня річна кількість опадів – 1435 мм.
| Клімат поселення                              | Клімат поселення | Клімат поселення | Клімат поселення | Клімат поселення | Клімат поселення | Клімат поселення | Клімат поселення | Клімат поселення | Клімат поселення | Клімат поселення | Клімат поселення | Клімат поселення | Клімат поселення |
| Показник                                      | Січ.             | Лют.             | Бер.             | Квіт.            | Трав.            | Черв.            | Лип.             | Серп.            | Вер.             | Жовт.            | Лист.            | Груд.            |                  |
| Середній максимум, °C                         | 5,76             | 6,89             | 10,00            | 14,04            | 18,60            | 22,00            | 21,89            | 21,63            | 17,66            | 13,14            | 7,94             | 4,59             |                  |
| Середня температура, °C                       | −0,04            | 1,07             | 4,19             | 8,24             | 12,78            | 16,18            | 17,98            | 17,72            | 13,76            | 9,23             | 4,05             | 0,70             |                  |
| Середній мінімум, °C                          | −5,85            | −4,74            | −1,63            | 2,43             | 6,98             | 10,38            | 14,09            | 13,83            | 9,86             | 5,34             | 0,14             | −3,2             |                  |
| Норма опадів, мм                              | 83               | 87               | 105              | 119              | 107              | 131              | 103              | 117              | 136              | 162              | 163              | 122              |                  |
| Середньомісячна швидкість вітру, м/с          | 1.88             | 2.04             | 2.32             | 2.25             | 2.12             | 1.97             | 1.88             | 1.86             | 1.78             | 1.88             | 2.03             | 2.00             |                  |
| Середньомісячна сонячна радіація, кДж/м²·день | 4157             | 6923             | 10230            | 14593            | 18750            | 20352            | 21654            | 18375            | 13451            | 8658             | 4578             | 3429             |                  |
| --------------------------------------------- | ---------------- | ---------------- | ---------------- | ---------------- | ---------------- | ---------------- | ---------------- | ---------------- | ---------------- | ---------------- | ---------------- | ---------------- | ---------------- |
| Джерело:                                      |                  |                  |                  |                  |                  |                  |                  |                  |                  |                  |                  |                  |                  |